# Popis predsjednika Hrvatskog sabora
Ovo je popis predsjednika Hrvatskog sabora.

## Zastupnički dom Hrvatskog sabora
Ovo je popis predsjednika Zastupničkog doma Hrvatskog sabora, kasnije predsjednika Hrvatskog sabora.
| #  | Stranka | Predsjednik         | Predsjednik                                                                   | Mandat                                                  | Saziv Sabora | Titula                                                                                      |
| -- | ------- | ------------------- | ----------------------------------------------------------------------------- | ------------------------------------------------------- | ------------ | ------------------------------------------------------------------------------------------- |
| 1  | HDZ     | Žarko Domljan       |                                                                               | 30. svibnja 1990. – 7. rujna 1992.                      | 1            | predsjednik Sabora Socijalističke Republike Hrvatske (30. svibnja 1990. – 25. srpnja 1990.) |
| 1  | HDZ     | Žarko Domljan       | predsjednik Sabora Republike Hrvatske (25. srpnja 1990. – 7. rujna 1992.)     | 30. svibnja 1990. – 7. rujna 1992.                      | 1            |                                                                                             |
| 2  | HDZ     | Stjepan Mesić       |                                                                               | 7. rujna 1992. – 24. svibnja 1994.                      | 2            | predsjednik Sabora Republike Hrvatske                                                       |
| 3  | HDZ     | Nedjeljko Mihanović |                                                                               | 24. svibnja 1994. – 28. studenog 1995.                  | 2            | predsjednik Sabora Republike Hrvatske                                                       |
| 4  | HDZ     | Vlatko Pavletić     |                                                                               | 28. studenog 1995. – 2. veljače 2000.                   | 3            | predsjednik Sabora Republike Hrvatske (28. studenoga 1995. – 12. prosinca 1997.)            |
| 4  | HDZ     | Vlatko Pavletić     | predsjednik Hrvatskog državnog sabora (12. prosinca 1997. – 2. veljače 2000.) | 28. studenog 1995. – 2. veljače 2000.                   | 3            |                                                                                             |
| 5  | HSS     | Zlatko Tomčić       |                                                                               | 2. veljače 2000. – 22. prosinca 2003.                   | 4            | predsjednik Hrvatskog državnog sabora (2. veljače 2000. – 9. studenog 2000.)                |
| 5  | HSS     | Zlatko Tomčić       | predsjednik Hrvatskog sabora (9. studenog 2000. – 22. prosinca 2003.)         | 2. veljače 2000. – 22. prosinca 2003.                   | 4            |                                                                                             |
| 6  | HDZ     | Vladimir Šeks       |                                                                               | 22. prosinca 2003. – 11. siječnja 2008.                 | 5            | predsjednik Hrvatskog sabora                                                                |
| 7  | HDZ     | Luka Bebić          |                                                                               | 11. siječnja 2008. – 22. prosinca 2011.                 | 6            | predsjednik Hrvatskog sabora                                                                |
| 8  | SDP     | Boris Šprem         |                                                                               | 22. prosinca 2011. – 30. rujna 2012.                    | 7            | predsjednik Hrvatskog sabora                                                                |
| 9  | SDP     | Josip Leko          |                                                                               | 30. rujna 2012. – 10. listopada 2012. vršitelj dužnosti | 7            | predsjednik Hrvatskog sabora                                                                |
| 9  | SDP     | Josip Leko          | 10. listopada 2012. – 28. prosinca 2015.                                      |                                                         | 7            | predsjednik Hrvatskog sabora                                                                |
| 10 | HDZ     | Željko Reiner       |                                                                               | 28. prosinca 2015. – 14. listopada 2016.                | 8            | predsjednik Hrvatskog sabora                                                                |
| 11 | Most    | Božo Petrov         |                                                                               | 14. listopada 2016. – 5. svibnja 2017.                  | 9            | predsjednik Hrvatskog sabora                                                                |
| 12 | HDZ     | Gordan Jandroković  |                                                                               | 5. svibnja 2017. – 21. srpnja 2020.                     | 9            | predsjednik Hrvatskog sabora                                                                |
| 12 | HDZ     | Gordan Jandroković  | 22. srpnja 2020. – 16. svibnja 2024.                                          | 10                                                      |              | predsjednik Hrvatskog sabora                                                                |
| 12 | HDZ     | Gordan Jandroković  | 16. svibnja 2024. – danas                                                     | 11                                                      |              | predsjednik Hrvatskog sabora                                                                |

## Županijski dom Hrvatskog sabora
Ovo je popis predsjednika Županijskog doma Hrvatskog sabora.
| # | Stranka | Predsjednik       | Predsjednik                          | Mandat                                | Saziv Sabora |
| - | ------- | ----------------- | ------------------------------------ | ------------------------------------- | ------------ |
| 1 | HDZ     | Josip Manolić     |                                      | 22. ožujka 1993. – 23. svibnja 1994.  | 1            |
| 2 | HDZ     | Katica Ivanišević |                                      | 23. svibnja 1994. – 12. svibnja 1997. | 1            |
| 2 | HDZ     | Katica Ivanišević | 12. svibnja 1997. – 28. ožujka 2001. | 2                                     |              |

## Predsjednici saborskih vijeća
| 1 | SKH–SDP | Ivan Matija |   | 30. svibnja 1990. – 7. rujna 1992. | 1   | HDZ        | Slavko Degoricija |                                   | 30. svibnja 1990. – 21. ožujka 1991. | 1   | HDZ            | Ivan Vekić |                                     | 30. svibnja 1990. – 10. listopada 1991. | 1 |
| 1 | SKH–SDP | Ivan Matija | 2 | 30. svibnja 1990. – 7. rujna 1992. | HDZ | Luka Bebić |                   | 21. ožujka 1991. – 7. rujna 1992. | 2                                    | HDZ | Vice Vukojević |            | 10. listopada 1991.– 7. rujna 1992. |                                         | 1 |

## Poveznice
- Popis hrvatskih predsjednika
- Popis predsjednika Vlade Republike Hrvatske